# 管理思想史
管理思想史若單純以進現代科學管理而言，一般來說是起自1900年代的科學管理之父弗里德里克·温斯罗·泰勒，他於1911年出版的科學管理原則，為其管理學圭臬。
簡單來分，管理演進可分為三期。傳統管理理論時期（1900年－1940年）、修正管理理論時期（1940年－1960年）及新近管理理論時期（1960年－？）。
若以學派區分，則依時代前後，約有科學管理學派，一般行政學派，官僚模式，行為學派，管理科學學派，系統學派，及現今盛行的權變學派。

## 1841~1925.Henri Fayol.費堯
現代管理之父。其出身良好，因此其理論中高階管理備受重視，與泰勒正好相反。

## 費堯的管理14原則
1.分工（Division of Work）：工作專門化（work specialization）的觀念。
2.權威（Authority）：職位的正式授權 vs. 個人授權。
3.紀律（Discipline）：基於服從及尊敬。
4.命令統一（Unity of command）：每一位員工僅能從一位上司處接獲命令。
5.指揮統一（Unity of direction）：同一作業團隊僅有一位領導者、一份計畫，相同的目標。
6.個人利益置於全體利益之下（Subordination of individual interests to the general interest）：當個人與團體有利益衝突時，說服當事人拋棄個人利益。
7.報酬（Remuneration）：薪資支付的形式決定於許多因素。
8.集權（Centralization）：集權的程度決定於情境及正式的溝通管道。
9.授權階級鏈（Scalar chain）：顯示授權的層級關係及正式的溝通管道。
10.秩序（Order）：確保每一件事情都能就定位。
11.公平（Equity）：起因於仁慈及公正。
12.人事穩定（Stability of tenure of personnel）：需要有條理的人事規劃。
13.自動自發（Initiative）：在所有的工作上均需要發揮各人的熱忱及活力。
14.團隊精神（Esprit de corps）：強調在組織中塑造和諧一致的氣氛。

管理并不是一种封闭的活动，管理学是过去和现在的经济、社会和政治力量的一种产物。因此需要为管理思想的演变建立一种文化的分析框架。这里所言文化的基本要素是经济、社会、政治以及科技。 
经济层面的含义:文化的经济层面是人与资源的关系。资源可以由人类或者自然创造。不仅包括有形的物体，也包括无形努力。每个社会都有资源稀缺的经济问题，并最终导致不同的经济结局。人们采取多种方式来利用这些稀缺的资源。
```
   经济要素对管理思想的影响:配置资源的方法有三类：传统的方法、命令的方法，市场的方法。在真正的实践中，现代社会体现了传统方法、命令方法和市场方法的混合。
```

社会层面的含义:社会层面指的是在特定文化中人与人之间的关系。在形成群体时所有参与者会形成一个“契约”，该契约包括一些关于人们如何行为以维护该群体利益的公共规则和协议。同时也会形成特有的价值观。上述二者会约束和规范群体中个体的行为。
```
   社会要素对管理思想的影响:管理的成效受到个体与群体的关系以及文化中普遍存在的社会价值观的影响。
```

政治层面的含义: 文化的政治部分是个体与国家之间的关系，它包括建立社会秩序和保护生命与财产所必需的法律和政治安排。维护秩序和稳定的政治机构可以采取多种形式，例如代议制政府、君主政体或者独裁制度。
```
   政治要素对管理思想的影响:管理的活动和管理的成效受政府的形式、控制或不控制财产的权力、是否给予民众为生产和分配商品而缔结契约的权利以及是否存在用来纠正错误的申诉机制等政治因素影响。
```

科技层面的含义:科技是制造工具和设备的艺术与应用科学。 科技是把双刃剑。尽管如此，科技的进步推动着人类社会的工业和贸易从劳动密集型进入资本密集型，再到知识密集型。
```
   科技要素对管理思想的影响:科技要素在文化构成中的作用于其他三者有所区别。首先，科技的发展受文化状态的影响，在受传统束缚的社会或封闭的社会，科技往往得不到发展。其次，科技会影响到人类社会的经济、社会和政治层面。总之，经济、社会、政治和科技层面的互动构成了文化。它们是回顾管理思想演变 的有效分析工具。
```